# Paskosaari (ö i Birkaland, Tammerfors, lat 61,32, long 23,57)
Paskosaari är en ö i Finland. Den ligger i sjön Pyhäjärvi och i kommunen Vesilax i den ekonomiska regionen Tammerfors och landskapet Birkaland, i den södra delen av landet, 150 km nordväst om huvudstaden Helsingfors. Öns area är 0,1 hektar och dess största längd är 100 meter i sydöst-nordvästlig riktning.